# Moya Brady
Moya Brady (8 de setembro de 1962) é uma atriz britânica. Nascida em Manchester, Brady cresceu na cidade litorânea de Blackpool. Apareceu em uma grande variedade de papéis no cinema, televisão e teatro, incluindo um papel como F.D.O. Roberta Cryer na série de longa duração The Bill e Harry Hill's TV Burp. Brady apareceu em Doctor Who, no episódio "Love & Monsters", como Bridget, em 2006.